# NGC 7072
NGC 7072 este o galaxie spirală situată în constelația Cocorul. A fost descoperită în 5 septembrie 1834 de către John Herschel.